# Eberhard Lämmert
Eberhard Lämmert (* 20. September 1924 in Bonn; † 3. Mai 2015 in Berlin) war ein deutscher Germanist und Komparatist.

## Leben

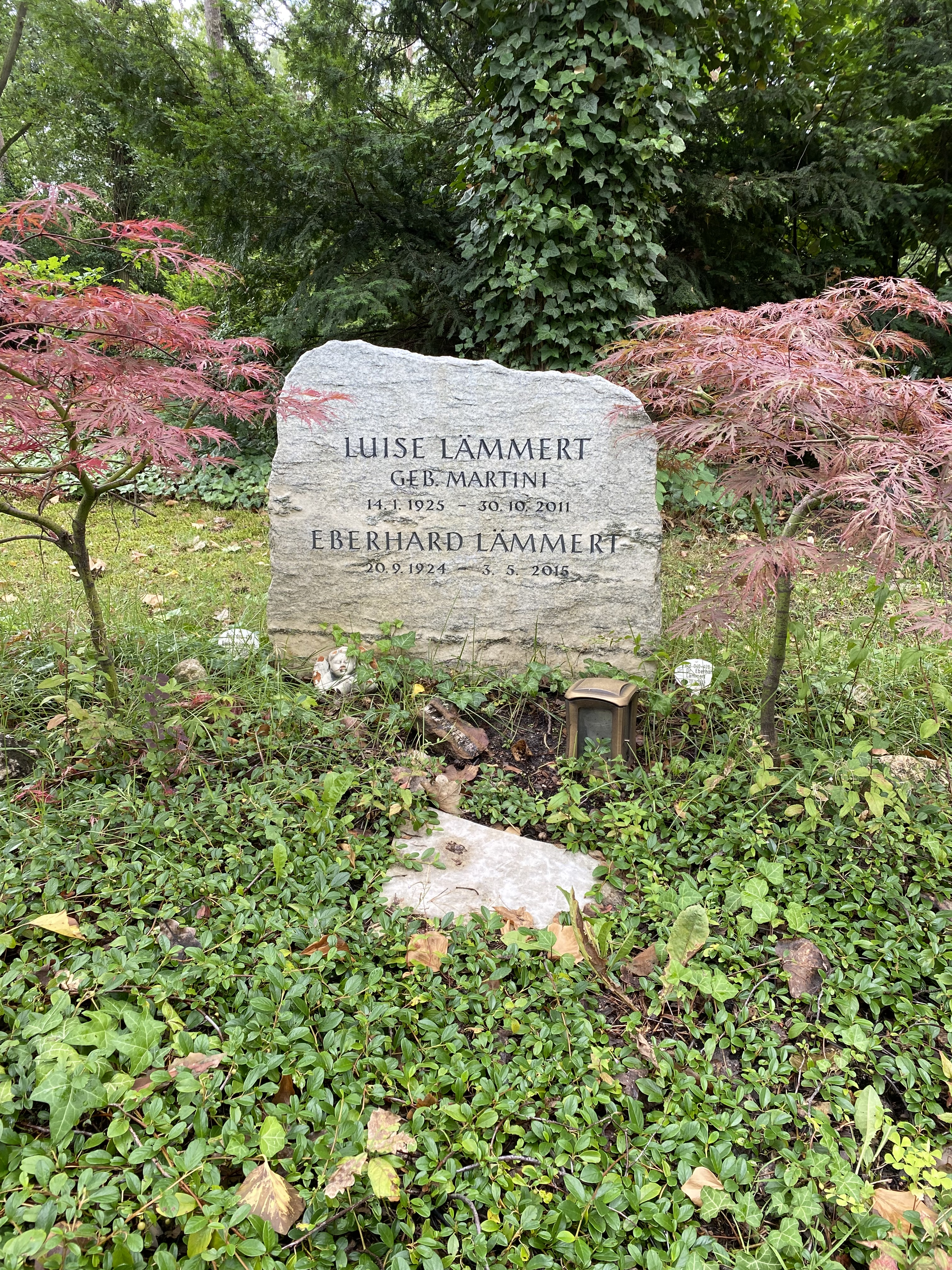
Grabstätte auf dem Waldfriedhof Zehlendorf

Lämmert begann zunächst ein Studium der Bergbauwissenschaften Mineralogie und Geologie an der Rheinischen Friedrich-Wilhelms-Universität Bonn. Dann studierte er Germanistik, Geschichte und Geografie an den Universitäten München und Bonn. 1952 wurde Lämmert durch die von Günther Müller betreute Dissertation Aufbauformen und Fügemittel des Erzählens promoviert. 1960 folgte seine Habilitation für mittelalterliche und neuere Deutsche Philologie in Bonn. Wegweisend war sein Vortrag beim Deutschen Germanistentag 1966 über „Germanistik – eine deutsche Wissenschaft“ als Plädoyer für „die endgültige Verabschiedung ihrer Tradition als nationale Wissenschaft“. Lämmert lehrte in Heidelberg und Berlin. Auf die rebellierenden Studenten während der Proteste von 1967 reagierten Eberhard Lämmert und sein Kollege Peter Szondi laut Winfried Menninghaus und Klaus R. Scherpe „mit einer bemerkenswerten Noblesse“. Von 1977 bis zu seiner Emeritierung 1992 war Lämmert als Professor für Allgemeine und Vergleichende Literaturwissenschaft am Peter-Szondi-Institut der Freien Universität Berlin tätig. Parallel zur Lehre und Forschung hat sich Lämmert institutionell engagiert:
Als Nachfolger von Rolf Kreibich war er von 1976 bis 1983 Präsident der Freien Universität Berlin. In diesem Amt setzte sich Lämmert für eine Gruppenuniversität und für eine Kultur des Dialogs ein. Und er war ein Gegner des Radikalenerlasses.
Von 1992 bis 1996 leitete Lämmert den Forschungsschwerpunkt Literaturwissenschaft innerhalb der Fördergesellschaft Wissenschaftliche Neuvorhaben, der die Arbeit des Zentralinstituts für Literaturgeschichte der Akademie der Wissenschaften der DDR fortführte. Die Fördergesellschaft wurde damals von der Max-Planck-Gesellschaft betreut. Daraus entstand in Berlin das Zentrum für Literatur- und Kulturforschung, dessen Gründungsdirektor Lämmert von 1996 bis 1999 war.
Von 1998 bis 2004 war Lämmert Ko-Direktor am Forschungszentrum Europäische Aufklärung in Potsdam und von 1988 bis 2002 Präsident der Deutschen Schillergesellschaft – verbunden mit der Leitung des Literaturarchivs in Marbach.
Eberhard Lämmert starb am 3. Mai 2015 im Alter von 90 Jahren in Berlin. Seine letzte Ruhestätte fand er auf dem Waldfriedhof Zehlendorf (Feld 040-428).

## Forschung
Eberhard Lämmert hat sich durch seine Dissertation, die 1955 unter dem Titel Bauformen des Erzählens erschien, einen Rang unter den Erneuerern der deutschen Germanistik der 1950er Jahre erarbeitet. Als einer der ersten Literaturwissenschaftler versuchte er, eine systematische Beschreibung der epischen Erzählung zu liefern. Gemeinsam mit Franz Karl Stanzel und Käte Hamburger ergänzte Lämmert in der deutschen Literaturwissenschaft die werkimmanente Interpretation durch eine formale, analytisch-funktionale Methodik im Gegensatz zu einer von außertextuellen Annahmen ausgehenden Hermeneutik. Der analytische Kern war dabei die differenzierende und systematisierende Darlegung der „Beziehung von Erzählzeit und erzählter Zeit“.
Nach Lämmert trifft ein Erzähler in einer Reihe von dauerhaften oder strategischen Entscheidungen vor allem die der Festlegung eines Handlungsrahmens. Darunter versteht er die Festlegung der Themen, des Milieus, der Situationen, Lebensläufe, Seelenzustände und die einheitliche Erzählerpräsenz. Die Schwerpunkte der Erzählung werden durch die Modulation der Zeit, also die Differenzierung von erzählter Zeit und Erzählzeit, das Auslassen von Handlungselementen oder ihre Vertiefung, die Gliederung in Phasen gesetzt. Über die Anordnung des Stoffs entscheidet die Durchbrechung der linearen Zeit durch Rück- und Vorgriffe, Verschachtelungen, Exkurse, Umstellungen und Neuansätze, was zu einem zeitraffenden, zeitdehnenden und zeitdeckendem Erzählen führt. Er trug weiterhin verschiedene, vielfach kombinierbare Raffungsformen und Raffungsintensitäten zusammen, die das Erzähltempo eines Textes bestimmen.
Lämmert untersuchte außerdem die Logik der Ereignisverbindung, bei der er die reine Addition (als Chronologie oder demonstrative Fülle), die Korrelation oder Textur (als Allegorisierung eines allgemeinen Themas durch unterschiedliche Phänomene) und die kausale Verknüpfung unterschied.
Als letzte der strategischen Entscheidungen sah er die Figurenrede (direkte, indirekte, erlebte oder den inneren Monolog) in der Funktion eines Berichts oder der Reflexion, als Handlungsplanung oder im Gespräch, wodurch der höchste Grad der Wirklichkeitsfiktion erreicht werde.
Lämmerts analytische Begrifflichkeit galt seit den 1960er Jahren als literaturwissenschaftliches Elementarwissen und wurde erst in neuerer Zeit durch die systematischere und trennschärfere Terminologie des französischen Literaturtheoretikers Gérard Genette verdrängt, der ebenfalls den Zeitstrukturen besonderes Gewicht einräumt.
Seine Arbeitsschwerpunkte waren Literaturtheorie, Geschichte der literarischen Gattungen, Erzählkunst, Literatur des späten Mittelalters, Geschichte des freien Schriftstellers vom 18. Jahrhundert bis zur Gegenwart, Wissenschaftsgeschichte und Bildungspolitik.

## Mitgliedschaften
- Seit 1994: Korrespondierendes Mitglied des Institute of Germanic & Romance Studies, London
- seit 1997: PEN-Zentrum Deutschland

## Ehrungen
- 2010: Ehrenmitglied der Berlin-Brandenburgischen Akademie der Wissenschaften
- 2014: Ehrendoktor der Philosophischen Fakultät der Universität Bonn

## Veröffentlichungen
Lämmert hat von 1954 bis 2003 ca. 190 Aufsätze zur Literaturtheorie und Literaturgeschichte, zur Wissenschaftsgeschichte und zur Bildungspolitik veröffentlicht.

### Monografien
- Bauformen des Erzählens. Zugleich Dissertation von 1952. Metzler, Stuttgart 1955 (9. Aufl. 2004, ISBN 3-476-00097-4).
- Reimsprecherkunst im Spätmittelalter. Eine Untersuchung der Teichnerreden. Metzler, Stuttgart 1970.
- Die Entfesselung des Prometheus. Selbstbehauptung und Kritik der Künstlerautonomie von Goethe bis Gide. 1985.
- Die Geisteswissenschaften im Industriezeitalter. Hagen 1986.
- Das überdachte Labyrinth. Ortsbestimmungen der Literaturwissenschaft 1960–1990. Metzler, Stuttgart 1991, ISBN 3-476-00694-8.
- Coping with the ever growing body of human knowledge. Instituto de Estudos Avançados, Universidade de São Paulo 1994.
- Vorreden. Deutsche Schillergesellschaft, Marbach 1999.
- Respekt vor den Poeten. Studien zum Status des freien Schriftstellers. Wallstein, Göttingen 2009, ISBN 978-3-8353-0526-7.
- Erfahrungen mit Literatur: Gesammelte Schriften. Weidmann, Hildesheim 2012, ISBN 978-3-615-00401-4.
- Geschichten von der Geschichte. Geschichtsschreibung und Geschichtsdarstellung im Roman. Hrsg. von Petra Boden (= Beiträge zur Geschichte der Germanistik, Bd. 15). Hirzel, Stuttgart 2024, ISBN 978-3-7776-3474-6.

### Vorlesungen
- Geschichten von der Geschichte. Geschichtsschreibung und Geschichtsdarstellung im Roman. Vorlesungen an der Freien Universität Berlin im Sommersemester 1986. Herausgegeben von Petra Boden. Hirzel, Stuttgart 2024, ISBN 978-3-7776-3474-6.

### Herausgeber
- mit Werner Richter: Wilhelm Scherer, Erich Schmidt. Briefwechsel. Erich Schmidt, Berlin 1963.
- Friedrich von Blanckenburg. Versuch über den Roman. Faksimileausgabe mit Inhaltsübersicht, Register, Nachwort u. Biographischer Notiz. Metzler, Stuttgart 1965.
- mit Walter Killy, Karl Otto Conrady und Peter von Polenz: Germanistik – eine deutsche Wissenschaft. Suhrkamp, Frankfurt am Main 1967.
- mit Hartmut Eggert, Karl-Heinz Hartmann, Gerhard Hinzmann, Dietrich Scheunemann, Fritz Wahrenburg: Romantheorie. Dokumentation ihrer Geschichte in Deutschland. 2 Bände. Kiepenheuer & Witsch, Köln 1971 und 1975, ISBN 3-462-00789-0.
- mit Lieselotte Maas: Handbuch der Deutschen Exilpresse 1933–1945. Hanser, München / Wien 1981.
- Erzählforschung. Ein Symposion. Metzler, Stuttgart 1982, ISBN 3-476-00472-4.
- mit Horst Denkler: Das war ein Vorspiel nur …. Berliner Colloquium zur Literaturpolitik im 'Dritten Reich'. Frölich und Kaufmann, Berlin 1985, ISBN 3-88331-936-8.
- mit Jörn Rüsen u. Peter Glotz: Die Zukunft der Aufklärung. Suhrkamp, Frankfurt am Main 1988.
- mit Götz Großklaus: Literatur in einer industriellen Kultur. Cotta, Stuttgart 1989 (Veröffentlichungen der Deutschen Schillergesellschaft, Band 44).
- mit Justus Fetscher, Jürgen Schutte: Die Gruppe 47 in der Geschichte der Bundesrepublik. Königshausen & Neumann, Würzburg 1991.
- Die erzählerische Dimension. Über eine Gemeinsamkeit der Künste. Akademie Verlag, Berlin 1999.
- „Für Viele stehen, indem man für sich steht.“ Formen literarischer Selbstbehauptung in der Moderne. Akademie-Verlag, Berlin 2004, ISBN 3-05-004007-6.